# Dona militaria
Les dona militaria  étaient des distinctions honorifiques conférées aux militaires dans l'Antiquité romaine.

Elles étaient remises sur le front des troupes rassemblées afin d'entendre l'allocution du chef (adlocutio). Polybe rapporte que l'adlocutio était l'occasion d'un éloge public du récipiendaire, par le récit du fait d'arme récompensé ; il considérait que ce système de récompenses était propice à encourager les soldats au combat et à créer entre eux une émulation, concluant que :

« Considérant ce soin scrupuleux des Romains à récompenser ou punir les soldats, il est normal que leurs entreprises militaires se soient conclues par le succès et soient regardées comme des actes de bravoure. »

Les dona militaria étaient portées par le récipiendaire à l'occasion des revues, des jeux et des cérémonies publiques.

## Classification desdona militaria
Les dona maiora (couronnes) honoraient un acte d'héroïsme, les dona minora (autres symboles honorifiques) la bravoure au combat.

### Dona maiora
Les couronnes étaient de divers types :  

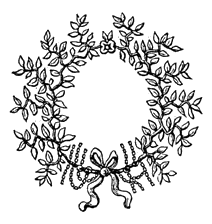
Couronne obsidionale (corona obsidionalis ou corona graminea), faite d'herbe tressée, récompensant quiconque avait sauvé une armée entière de la destruction. Elle constituait la récompense militaire suprême
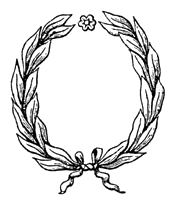
Couronne triomphale (corona triumphalis), couronne d'or en forme de lauriers tressés, décernée à l'imperator
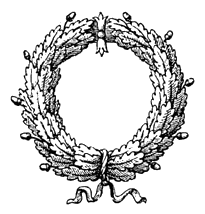
Couronne civique (corona civica), faite de chêne tressé, décernée à quiconque avait par son intervention sauvé la vie d'un ou plusieurs citoyens romains
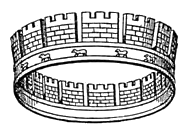
Couronne murale (corona muralis), couronne d'or ou d'argent en forme de muraille crénelée, concédée à qui avait franchi en premier l'enceinte d'une cité ennemie
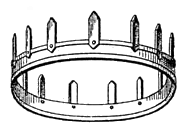
Couronne castrale (corona castrensis) ou Couronne vallaire (corona vallaris) couronne d'argent figurant une palissade, offerte à qui avait franchi en premier l'enceinte d'un camp militaire ennemi
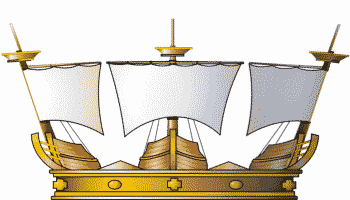
Couronne navale ou Couronne rostrale (corona navalis),couronne d'or ornée de proues de navire, décernée à l'amiral qui a vaincu une flotte ennemi ou à qui a abordé en premier un navire ennemi

### Dona minora
Les dona minora comprenaient :
- la haste ou lance sans fer (hasta),
- la lance avec fer (gaesum) ;
- l'étendard (vexillum),
- le bracelet (armilla),
- les chaîne et agrafe (fibula),
- l'aigrette (corniculum).

Seul l'empereur pouvait remettre une haste d'or (hasta pura) ou un étendard d'argent (vexillum argentum).

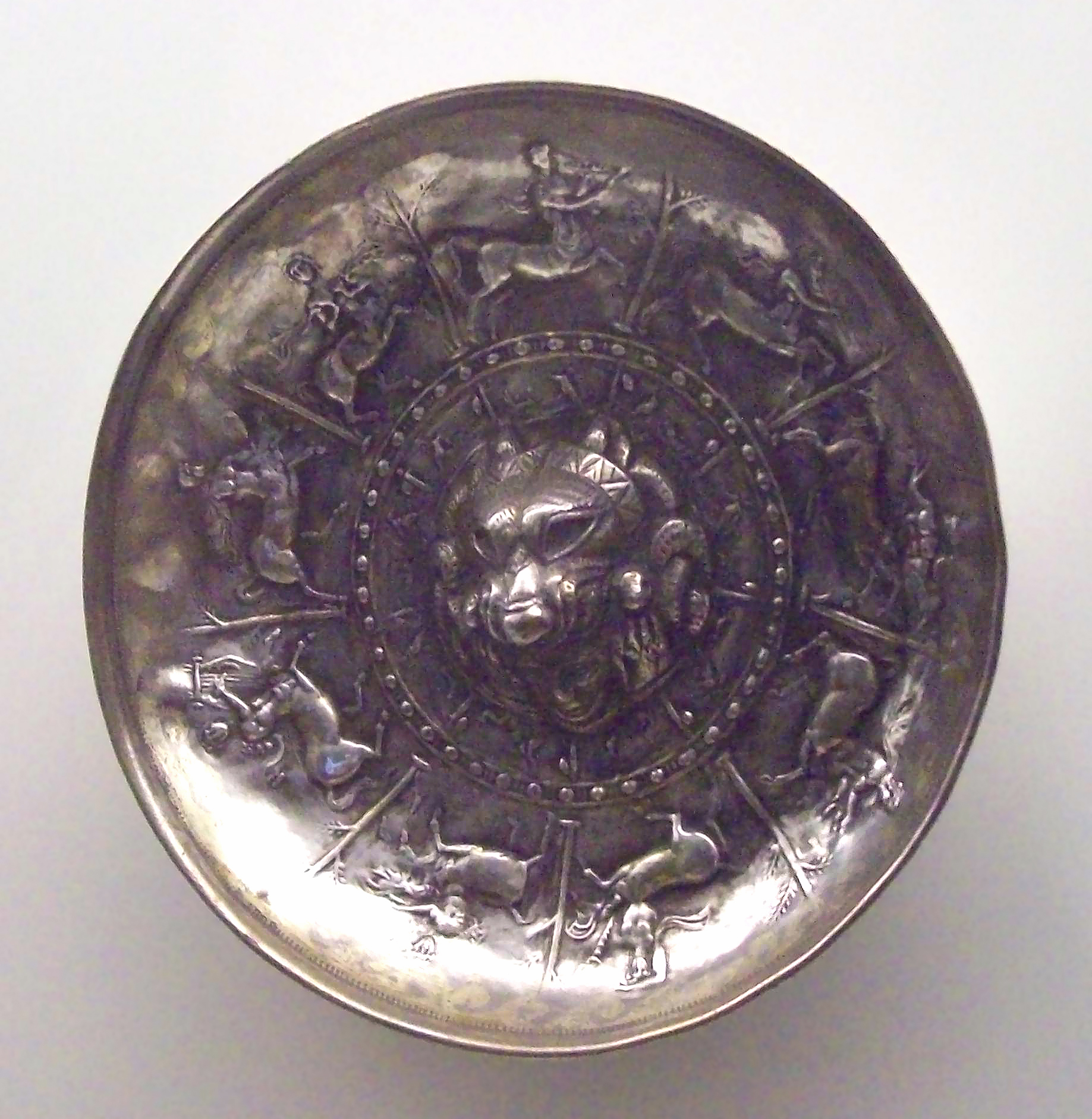
patère (patera)
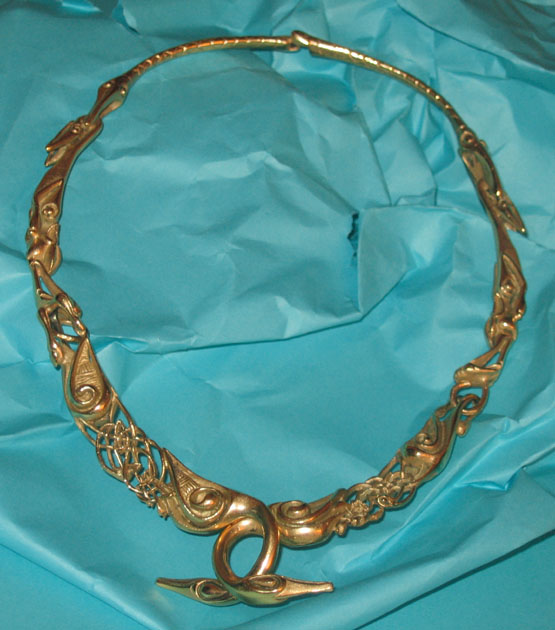
Torques (modèle gaulois), le collier (torques)
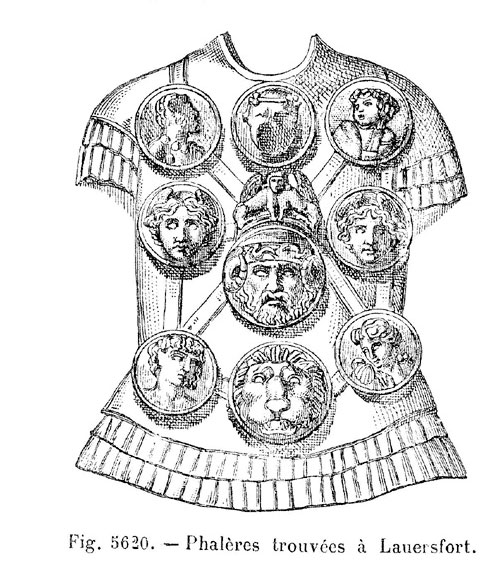
la phalère (phalerae),

## Lien entre le grade du récipiendaire et lesdona militariaremis

### Sous la République
Les dona militaria de toutes natures pouvaient être concédées sans distinction de grade.

### Sous l'Empire
Les dona militaria étaient divisées en deux classes selon le grade du récipiendaire :
- les légionnaires, prétoriens et centurions pouvaient recevoir des bracelets, colliers et phalères. Les centurions pouvaient de plus recevoir des couronnes ;
- les officiers de rang équestre recevaient d'autres distinctions : une couronne, une haste et un étendard pour les tribuns et préfets ; trois couronnes, trois hastes et trois étendards pour les légats légionnaires ; quatre couronnes, quatre hastes et quatre étendards pour les légats commandants en chef et légats consulaires.

Cette hiérarchie des honneurs correspondait au minimum des récompenses attribuables à chaque grade, mais le récipiendaire pouvait en recevoir davantage en fonction de ses mérites personnels.